# Comté de Tallahatchie
Le comté de Tallahatchie est situé dans l’État du Mississippi, aux États-Unis. Il comptait 14 903 habitants en 2000. Ses sièges sont Charleston et Sumner. 
Il est également connu pour un événement marquant de la lutte pour les droits civils américains, le meurtre d'Emmett Till en août 1955.